# Testulea gabonensis
Testulea gabonensis ist die einzige Art der monotypischen Pflanzengattung Testulea innerhalb der Familie Ochnaceae. Sie gedeiht in tropischen Regenwäldern Zentralafrikas. Ihr Holz wird als Tropenholz unter dem Namen Izombé gehandelt, ist aber nur von mäßiger wirtschaftlicher Bedeutung. Diese Art gilt als „stark gefährdet“ (endangered).

## Beschreibung

### Vegetative Merkmale
Testulea gabonensis wächst als mittelgroßer bis großer, immergrüner Baum und erreicht Wuchshöhen von 40, in Ausnahmefällen bis 50 Metern. Der gerade, zylindrische Stamm erreicht einen Durchmesser von 100, manchmal bis 120 Zentimetern, er ist bei älteren Bäumen bis in eine Höhe von etwa 20 Metern astfrei. An der Stammbasis sitzen Brettwurzeln bis in eine Höhe von etwa 3 Metern. Die Borke ist gelbbraun bis gelbgrau, sie löst sich oberflächlich in unregelmäßigen Schuppen ab. Die unregelmäßig geformte Krone besteht aus glatten Ästen, die deutliche Blattnarben tragen.
Die spiralig, an den Zweigenden etwas büschelig gehäuft angeordneten Laubblätter sind in Blattstiel und Blattspreite gegliedert. Der kurze, abgeflachte und kahle Blattstiel ist etwa 3–4 Millimeter lang. Die einfache, glatte und kahle. ledrige Blattspreite ist bei einer Länge von 20 bis 35 Zentimetern sowie einer Breite von 4 bis 8 Zentimeter verkehrt-eilanzettlich, -eiförmig mit gerundeter Basis und spitzem oberen Ende. Der ganzrandige Blattrand ist etwas gewellt. Die axillaren Nebenblätter sind dreieckig und an der Basis verwachsen.

### Generative Merkmale
Die Blütezeit reicht etwa von Dezember bis April. Die gestielten Blüten sitzen zu drei bis vier gehäuft in endständigen, traubigen Blütenständen, die eine Länge von etwa 25–35 Zentimetern erreichen.
Die vierzähligen, zwittrigen und gestielten Blüten sind zygomorph mit doppelter Blütenhülle. Die vier freien Kelchblätter sind ungleich. Die vier freien Kronblätter sind gelblich weiß bis rosafarben und von untereinander verschiedener Größe, die beiden längeren etwa 1,5 Zentimeter, die beiden kürzeren etwa 1 Zentimeter lang. Der Staubbeutel des einzigen fruchtbaren Staubblatts ist beinahe sitzend, er öffnet an der Spitze mit zwei Poren, und es sind am Grund zwei Anhängsel ausgebildet. Es sind zahlreiche Staminodien vorhanden, die im unteren Abschnitt eine Röhre bilden. Der oberständige, einkammerige, kurz gestielte Fruchtknoten ist zylindrisch. Der Griffel ist relativ lang und gebogen mit kleiner kopfiger Narbe.
Die dünnwandigen, zweiklappigen, etwas aufgeblasenen, ledrigen, bräunlichen und eiförmigen Kapselfrüchte erreichen Durchmesser von 3 bis 6 Zentimetern und enthalten zahlreiche Samen. Die Samen sind zylindrisch mit zwei papierigen Flügeln, sie erreichen etwa 1 Zentimeter Länge.

## Vorkommen
Testulea gabonensis wächst im primären immergrünen tropischen Regenwald des zentralen Westafrikas beiderseits des Äquators, vor allem in küstennahen Regionen, in Kamerun, Gabun, Äquatorialguinea und der Republik Kongo, wobei die Vorkommen in Kamerun und im Kongo sehr klein sind. Durch starken Holzeinschlag ist Testulea gabonensis in ihrem Bestand bedroht.

## Systematik
Die Erstbeschreibung von Testulea gabonensis erfolgte 1924 durch den französischen Botaniker François Pellegrin. Die Typlokalität liegt in Gabun. Der Gattungsname ehrt den französischen Pflanzensammler Georges Marie Patrice Charles Le Testu (1877–1967).
Testulea gabonensis ist die einzige Art der, damit monotypischen Gattung Testulea. Sie steht taxonomisch relativ isoliert, so dass sie als einzige Art in einer eigenen Tribus Testuleeae Horaninow in der Unterfamilie Ochnoideae Burnett der Familie Ochnaceae eingeordnet wird. Diese Position wurde durch genetische Analysen bestätigt. Schwestergruppe sind demnach alle anderen Ochnoideae zusammengenommen.

## Inhaltsstoffe
Die Borke enthält Dimethyltryptamin, ein Alkaloid mit halluzinogenen Eigenschaften. Sie wird in der traditionellen Medizin verwendet, ist aber pharmakologisch kaum erforscht.

## Holz
Das im Handel Izombé genannte Holz ist im frischen Zustand strohfarben, später verfärbt es sich zu gelborange bis gelbgrau, manchmal mit rosafarbenen Tönungen. Es ist von mittlerer Härte und Dichte, mit einer Dichte von 630 bis 840 Kilogramm pro Kubikmeter (bei 12 % Wassergehalt). Es ist gut sowohl von Hand wie mit Maschinen bearbeitbar, neigt aber beim Nageln zum Splittern. Im Gegensatz zum (verwandten und ähnlich verbreiteten) Bongossi ist es nicht stabil gegenüber Nässe und holzbohrenden Organismen. Es kann ähnlich wie Teak eingesetzt und verwendet werden.